# عملة سانت جودا النسر المزدوج
عملة النسر المزدوج من سانت جودنز هي عملة ذهبية بقيمة عشرين دولارًا -أو عملة النسر المزدوج- أنتجتها دار سك العملة الأمريكية من عام 1907 إلى عام 1933. قاموا بتسمية العملة على اسم مصممها النحات أوغسطس سانت جودنز والذي صمم الوجه والظهر. يعتبرها الكثيرون أجمل العملات المعدنية الأمريكية.
سعى الرئيس ثيودور روزفلت إلى تجميل العملات الأمريكية واقترح سانت جودنز باعتباره فنانًا قادرًا على القيام بهذه المهمة في عام 1904. ومع أن النحات كانت له تجارب سيئة مع دار سك العملة ونقاشها الرئيسي -تشارلز إي. باربر- إلا أن سانت جودنز قبل دعوة روزفلت. وقد تعرض العمل لتأخيرات كبيرة بسبب تدهور صحة سانت جودنز والصعوبات الناجمة عن ارتفاع نقوش تصميمه. ثم توفي سانت جودنز في عام 1907 وذلك بعد تصميم النسر والنسر المزدوج ولكن قبل الانتهاء من التصاميم للإنتاج.
بعد أن ثبت أن عدة إصدارات من تصميم النسر المزدوج كانت صعبة للغاية للضرب، قام باربر بتعديل تصميم سانت جودنز وخفض النقش حتى يمكن ضرب العملة المعدنية بضربة واحدة فقط. وعندما أصدرت العملات المعدنية أخيرًا، ثبت أنها مثيرة للجدل لأنها كانت تفتقر إلى عبارة "نحن نثق في الله" وتدخل الكونجرس لطلب استخدام الشعار. وقد سكت العملة المعدنية في المقام الأول لاستخدامها في التجارة الدولية حتى عام 1933. يُعد النسر المزدوج لعام 1933 من بين العملات المعدنية الأكثر قيمة في الولايات المتحدة، حيث قاموا ببيع المثال الوحيد المعروف حاليًا في أيدي خاصة في يونيو 2021 مقابل 18.9 مليون دولار أمريكي.

## خلفية
صدر النسر المزدوج -أو قطعة الذهب العشرين دولارًا- لأول مرة في عام 1850، وكان ترخيص الكونجرس لها استجابة لكمية الذهب المتزايدة المتاحة نتيجة حمى الذهب في كاليفورنيا. وقدسك النسر المزدوج لرأس الحرية الناتج -والذي صممه النقاش جيمس لونجاكر- لبقية القرن التاسع عشر، وذلك مع تعديل التصميم عدة مرات. لم يتداول النسر المزدوج على نطاق واسع نظرًا لقيمته الاسمية العالية جدًا -والتي تعادل عدة مئات من الدولارات اليوم- ولكنه كان العملة الأكثر استخدامًا في المعاملات الدولية الكبيرة والتي كان من المقرر أن يقوموا بتسويتها بالذهب. في الغرب حيث كانت العملات الذهبية أو الفضية مفضلة على النقود الورقية -والتي كان استخدامها غير قانوني في كاليفورنيا في أعقاب حمى الذهب- شهدت العملات المعدنية بعض التداول.

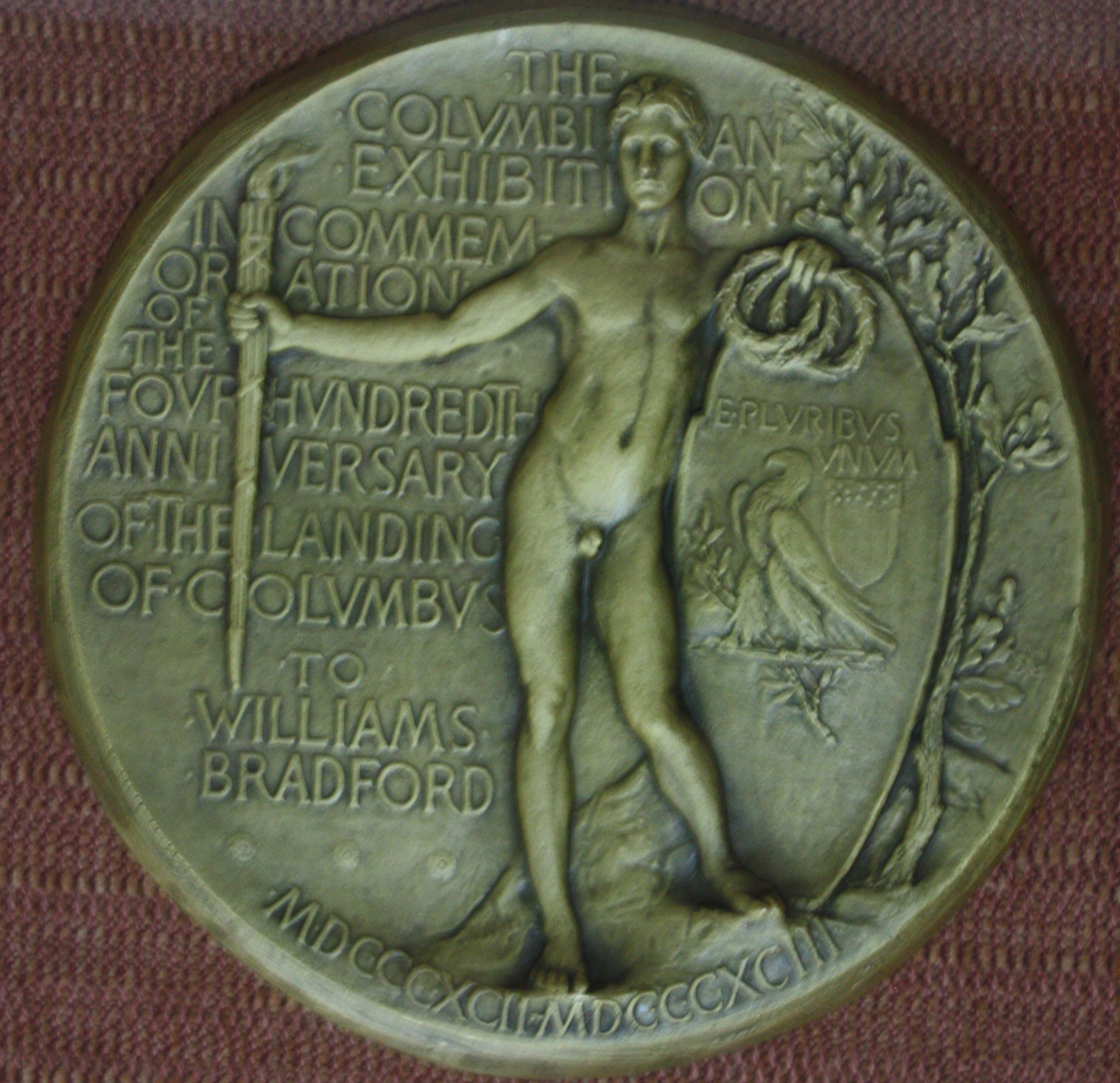
رفض سانت جودنز تصميم الوجه الخلفي لميدالية المعرض الكولومبي العالمي

كان أول ارتباط للنحات أوغسطس سانت جودنز بالدار في عام 1891 عندما خدم في لجنة تحكيم المشاركات في العملة الفضية الجديدة. وكانت دار سك العملة قد عرضت جائزة صغيرة فقط للفائز ورفض جميع الفنانين المدعوين (بما في ذلك سان جودانز نفسه) تقديم المشاركات. كانت المسابقة مفتوحة للجمهور ولم تجد لجنة التحكيم (التي تتكون من سانت جودنز ونقاش دار سك العملة تشارلز إي. باربر والنقاش التجاري هنري ميتشل) أي مشاركة مناسبة. ولم يكن هذا مفاجئًا بالنسبة لسانت جودنز الذي أخبر مدير دار سك العملة إدوارد أو. ليتش أنه لا يوجد سوى أربعة رجال في العالم قادرين على مثل هذا العمل منهم ثلاثة في فرنسا وكان سانت جودنز هو الرابع. شعر باربر الذي كان كبير النقاشين منذ عام 1879 أن سانت جودنز بالغ في القضية ولم يكن هناك سوى رجل واحد قادر على مثل هذا العمل في مجال سك العملات - باربر نفسه. استجاب ليتش للمنافسة الفاشلة بتوجيه باربر لإعداد تصميمات جديدة للعملة المعدنية من فئة العشرة سنتات والربع دولار والنصف دولار مما أدى إلى سك عملة باربر وهي القضية التي أثارت استياءً عامًا كبيرًا.
في عام 1892 طُلب من سانت جودنز تصميم الميدالية الرسمية للمعرض الكولومبي العالمي في شيكاغو؛ حيث ستقدم إلى العارضين الفائزين بالجوائز. كان وجه تصميم سانت جودينز الذي يظهر كولومبوس قادماً إلى الشاطئ غير مثير للجدل؛ أما وجهه الخلفي الذي يظهر شاباً عارياً يحمل المشاعل ويحمل أكاليل الزهور لتتويج المنتصرين فقد تعرض للهجوم من قبل وكيل البريد الرقيب أنتوني كومستوك باعتباره فاحشاً. قام مديرو المعرض بسحب التصميم العكسي على عجل واستبداله بتصميم ابتكره باربر والذي كان وفقًا للمؤرخ النقدي والتر برين "يتميز فقط بالتفاهة". أقسم سانت جودنز الغاضب على عدم التعامل مع دار سك العملة أو موظفيها بعد الآن وعلى مدى العقد التالي رفض كل العمولات التي قد تتضمنه مع هذا المكتب.

## البداية

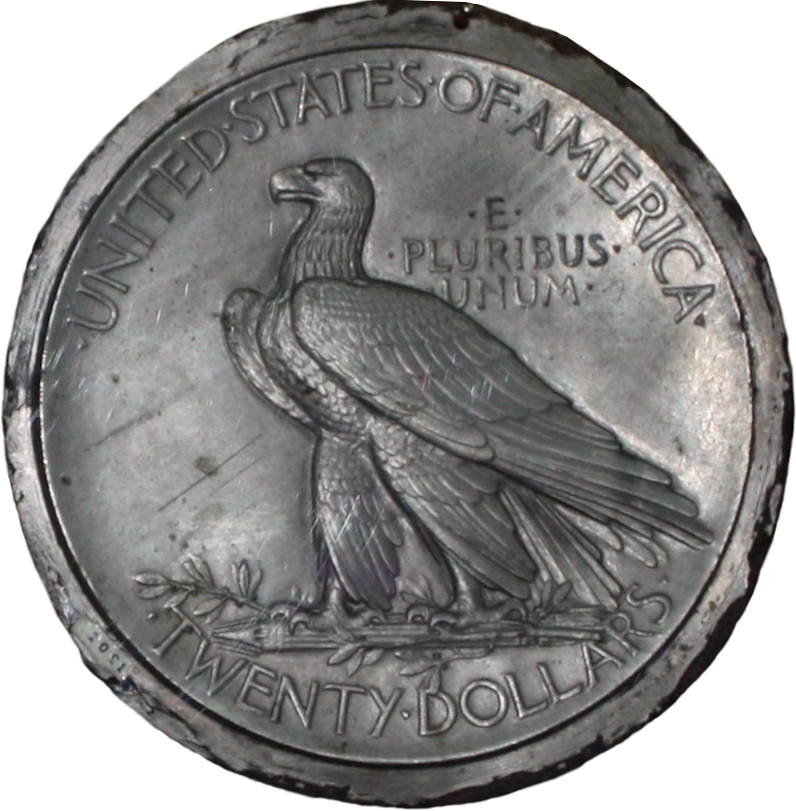
مفهوم مبكر للجزء الخلفي من النسر المزدوج بواسطة سانت جودنز وقد عدل التصميم ليناسب النسر.

في 27 ديسمبر 1904 كتب الرئيس ثيودور روزفلت -وهو صديق شخصي لسانت جودنز- إلى وزير خزانته -ليزلي مورتييه شو-: "أعتقد أن حالة عملاتنا المعدنية بشعة فنياً. هل من الممكن -دون طلب إذن من الكونجرس- توظيف رجل مثل سانت جودنز ليعطينا عملة معدنية تتمتع ببعض الجمال؟" طلب روزفلت من مدير دار سك العملة -جورج إي. روبرتس- أن يكتب إلى سانت جودنز -الذي رد قائلاً: "أنا مهتم للغاية بمسألة التصميمات الجديدة للعملات المعدنية ... أؤكد لك أنني سأشعر بسعادة غامرة للمساعدة في الحصول على عمل جيد." تسبب روزفلت في قيام دار سك العملة بتعيين سانت جودنز لإعادة تصميم بعض العملات المعدنية التي يمكن تغييرها دون الحاجة إلى موافقة الكونجرس - السنت والعملات الذهبية الأربع. لم تُصمم أي عملة أمريكية على الإطلاق من قبل أي شخص غير موظف في دار سك العملة.
في نوفمبر 1905 كتب روزفلت إلى سانت جودنز للاستفسار عن تقدم عملية سك العملة الذهبية. وذكر الرئيس أنه كان ينظر إلى العملات الذهبية لليونان القديمة وأن أجملها كانت منقوشة بشكل بارز. اقترح روزفلت أن التصميمات الجديدة يمكن أن تكون بارزة مع حافة عالية لحمايتها. أجاب سانت جودنز موافقًا على رأي روزفلت واقترح تصميمًا للنسر المزدوج.
نوع من شخصية (ربما مجنحة) للحرية تتقدم للأمام كما لو كانت على قمة جبل، تحمل في ذراعها درعًا يحمل النجوم والخطوط مع كلمة الحرية محفورة عبر الحقل؛ وفي اليد الأخرى ربما شعلة مشتعلة وستتدفق ستائر [ثوب الحرية] في النسيم. فكرتي هي أن أجعله شيئًا حيًا ونموذجًا للتقدم.

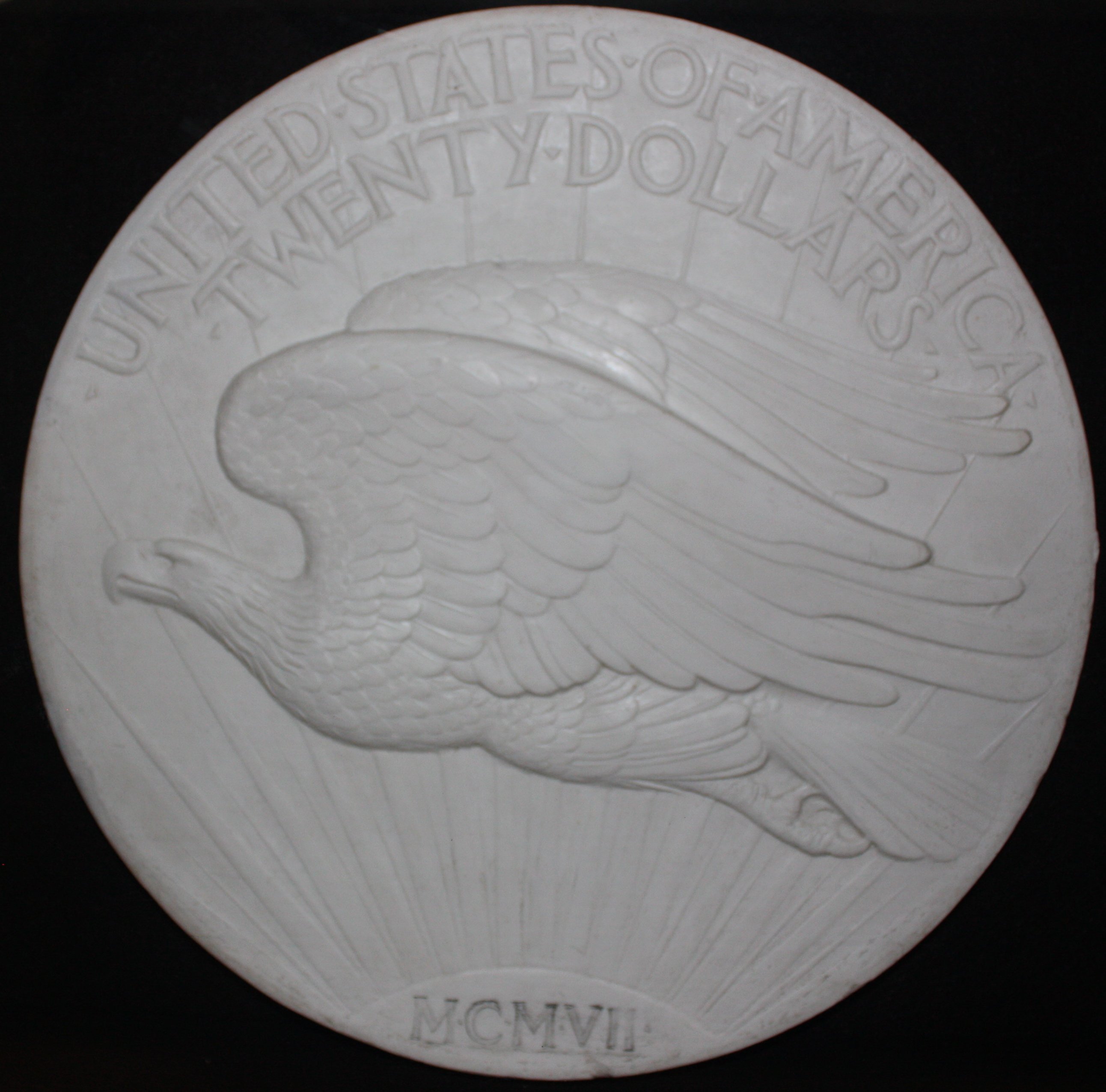
نموذج مبكر للوجه الخلفي للنسر المزدوج يعرض التاريخ بالأرقام الرومانية

في الثاني من يناير عام 1906 كتب سانت جودنز إلى شاو مستفسرًا عما إذا كان من العملي وضع نقش بارز على العملات المعدنية التي تسك في دار سك العملة. لم يرد شو على الفور بل التقى بدلاً من ذلك مع روزفلت الذي كتب أنه لا يوجد اعتراض على أن تكون العملات المعدنية والتي ستخزن الكثير منها في خزائن البنوك وعدم تداولها "فنية بقدر ما يرغب اليونانيون". حصل روزفلت على دعم شو لإعادة التصميم مع أن الرئيس كتب إلى سانت جودنز: "بالطبع يعتقد أنني مجنون في هذا الموضوع". كتب شو إلى النحات في 13 يناير مستنسخًا نسخة من رسالة من روبرتس حذر فيها من أن "حكم سلطة جميع البلدان هو أن العملات المعدنية الحديثة يجب أن تكون ذات نقش بارز منخفض" ولكن بما أن الرئيس لم يتفق مع وجهة نظر روبرتس فقد تمكن سانت جودنز من المضي قدمًا في تصميم نقش بارز مرتفع. علق مؤرخ العملات روجر دبليو. بورديت قائلاً: "هذه أيضًا إحدى تلك الأوقات التي كان من الممكن أن تولي فيها غرور الفنان والرئيس اهتمامًا أكبر لتعليقات المخرج روبرتس. بمواصلة تصميم نقش بارز غير قابل للسك فقد سان جودانز أفضل فرصة له لاستكشاف حدود الفن في تداول العملات."
كتب سانت جودنز إلى روزفلت في وقت لاحق من شهر يناير: "مهما أنتجتُ لا يمكن أن يكون أسوأ من السخافات المعروضة الآن على عملاتنا المعدنية." ومع ذلك توقع سانت جودنز مقاومة من باربر الذي "كان في تلك المؤسسة منذ تأسيس الحكومة وسيُعثر عليه واقفًا بين أنقاضها". في مايو 1906 كتب النحات إلى روزفلت أنه أرسل مساعدًا إلى واشنطن للحصول على التفاصيل الفنية لإعادة التصميم، ولكن "إذا نجحت في إقناع السيد باربر أو غيره من المسؤولين فستكون قد أنجزت عملاً أعظم من مجرد شق قناة بنما. ومع ذلك سأستمر في العمل حتى الموت."
وفي مايو/أيار 1906 كتب سانت جودنز إلى السكرتير شو متسائلاً عما إذا كان هناك أي اعتراض على كتابة التاريخ بالأرقام الرومانية. أجاب شو: "بينما نصنع عملات معدنية لشعب الولايات المتحدة، أعتقد أنه يجب علينا الاقتصار على اللغة الإنجليزية. لقد ذكّرت مهندسينا المعماريين بأنني سأطرد أول من يضع حرف V على مبنى عام يُقصد به حرف U." إلا أن روزفلت رفض طلب شو واستمر النحات في استخدام الأرقام الرومانية.

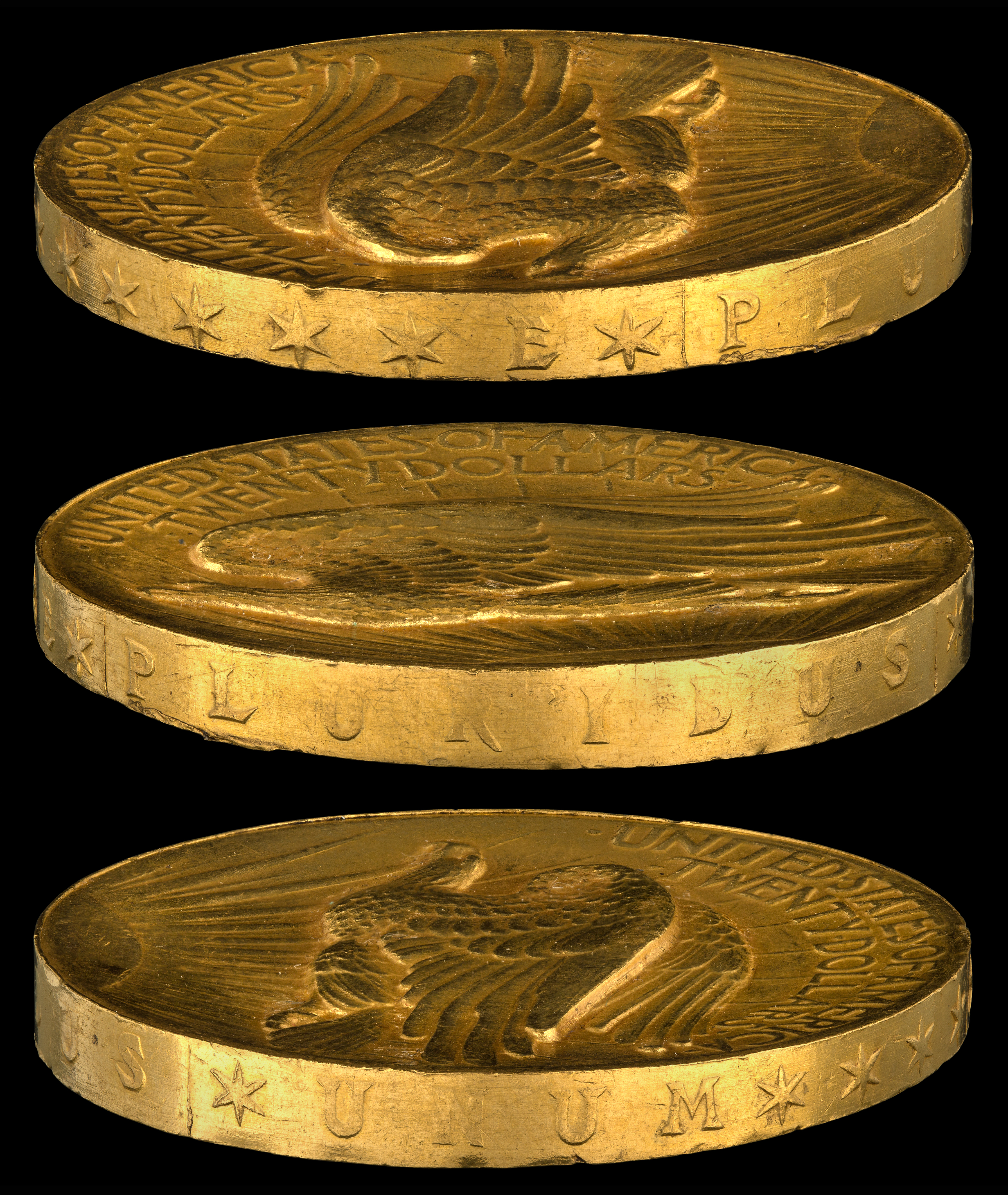
جانب من النسر المزدوج البارز لعام 1907 والذي يظهر حروف الحافة وتفاصيل السطح.

كان سانت جودنز ينوي تصميم نسر طائر على السنت لكنه طوره للقطعة النقدية من فئة العشرين دولارًا بعد أن علم أنه بموجب القانون لا ينبغي أن يظهر النسر على السنت. تدهورت صحة سانت جودنز في عام 1906 حيث أجبره السرطان الذي كان من المفترض أن يقتله على الاستعانة بمساعده هنري هيرينج للتعامل مع العديد من تفاصيل العمل. كان سانت جودنز يطلب من نماذج العملات المعدنية أن تُصنع في باريس وليس في دار سك العملة، وذلك لتجاوز أي عائق من جانب دار سك العملة. لم يُسلّم روزفلت نماذج بحجم العملات المعدنية من أعمال سانت جودنز إلا في ديسمبر 1906 من هيرينغ فكتب روزفلت إلى النحات المريض: "لقد أصدرتُ تعليماتي لمدير دار سك العملة بإعادة إنتاج هذه القوالب بأسرع ما يمكن وبالشكل الذي هي عليه. إنها رائعة حقًا. أفترض أن الكونجرس سيُحاسبني على ذلك لكنني سأعتبر ذلك ثمنًا زهيدًا للغاية!"
يُظهر وجه التصميم النهائي لسانت جودنز شخصية أنثوية للحرية والتي تمثل أيضًا النصر. استند سانت جودينز في تصميمه على الشكل الأنثوي الذي صممه عند إنشاء نصب تذكاري للجنرال ويليام تيكومسيه شيرمان في مدينة نيويورك ولكن مصدر الإلهام النهائي للنحات كان تمثال نايكي ساموثريس. صممت شخصية نصب شيرمان بواسطة هيتي أندرسون أحد الموضوعات المفضلة لدى الفنان. على العملة تحمل الحرية شعلة في يد واحدة تمثل التنوير؛ وغصن زيتون في اليد الأخرى رمزًا للسلام. إنها تتقدم بخطوات واسعة عبر نتوء صخري؛ وخلفها مبنى الكابيتول الأمريكي وأشعة الشمس. الشكل محاط بـ 46 نجمة، واحدة لكل ولاية في عام 1907. الوجه الخلفي هو منظر جانبي لنسر طائر يظهر بشكل طفيف من الأسفل مع شروق الشمس وأشعتها خلفه مما يكمل تصميم الوجه الأمامي. تحتوي الحافة على الأحرف "إي بليبريوسيونم". شعر سانت جودنز أنه لا يستطيع وضع سطر ثالث من النص على الوجه الخلفي دون اختلال التوازن في التركيبة وكان الوجه الأمامي يفتقر إلى مساحة للشعار لذلك وضع على الحافة.

## من التصميم إلى العملة
كان النقاش باربر يتابع عن كثب تقدم عملية إعادة سك العملة المقترحة وكتب إلى القائم بأعمال مدير دار سك العملة روبرت بريستون في 26 نوفمبر 1906:
[سانت جودنز] يتحدث كثيرًا عن التجارب قد يكون الأمر كذلك بالنسبة له ولكن بالنسبة لنا فهي ليست تجربة، كما أننا على يقين من أن راحة نسره لن تُسك أبدًا، كما نحن على يقين من أن الشمس ستشرق كل صباح، والهدف الوحيد من كل هذه المتاعب وإهدار المال هو إقناع أولئك الذين لن يقتنعوا بأي طريقة أخرى. ... أعتقد أن صديقنا [سانت جودنز] يلعب لعبة ... لكن استعدادنا بل ورغبتنا في ترك العمل يروي قصته الخاصة استدعت يده وهو غير مستعد لإظهارها، وعلى هذا فهو لا يدخر جهدًا أو وقتاً.
ردًا على رسالة باربر كتب بريستون إلى سانت جودنز "لا توجد مكابس في أي مكان سواء في دور السك أو قيد الاستخدام بين صائغي الفضة يمكنها إخراج النقش المقترح بضربة واحدة." عندما أحضرت النماذج إلى دار السك فحصها باربر ورفضها. ولم يوافق على إجراء التجربة إلا بعد نقاش طويل. في ذلك الوقت كانت دار سك العملة مشغولة بشكل مكثف بتوليد تصميمات لعملات معدنية جديدة لكوبا والفلبين وكان باربر مترددًا في إضاعة الوقت فيما اعتبره قطعة تجريبية لن تسك للتداول أبدًا. صنعت قوالب تجريبية من نموذج الجبس. حوالي 24 وضربت القطع على شكل أنماط؛ ومع أن الدار استخدمت مكبس ميداليات -ضبط على أقصى قدر من الضغط- إلا أن الأمر استغرق ما يصل إلى تسع ضربات من المكبس لإخراج التصميم بالكامل. تُعرف هذه الأنماط اليوم باسم "القطع ذات النقوش البارزة للغاية" أو "القطع ذات النقوش البارزة جدًا" ولم يُعرف منها سوى حوالي 20 قطعة فقط — بيعت إحداها في مزاد عام 2005 مقابل 2,990,000 دولار. في 8 مايو 1907 كتب الرئيس إلى سانت جودانز: "لقد ثبت حتى الآن استحالة هدمها بضربة واحدة وهو أمر ضروري في ظل ظروف سك العملات المعدنية في عصرنا الحالي." وفي 11 مايو 1907 رد سانت جودانز: "أشعر بالحزن لأن ضرب القالب لم يُسفر عن نتائج أفضل. من الواضح أنه ليس بالأمر الهيّن جعل الفن اليوناني يتوافق مع علم العملات الحديث."

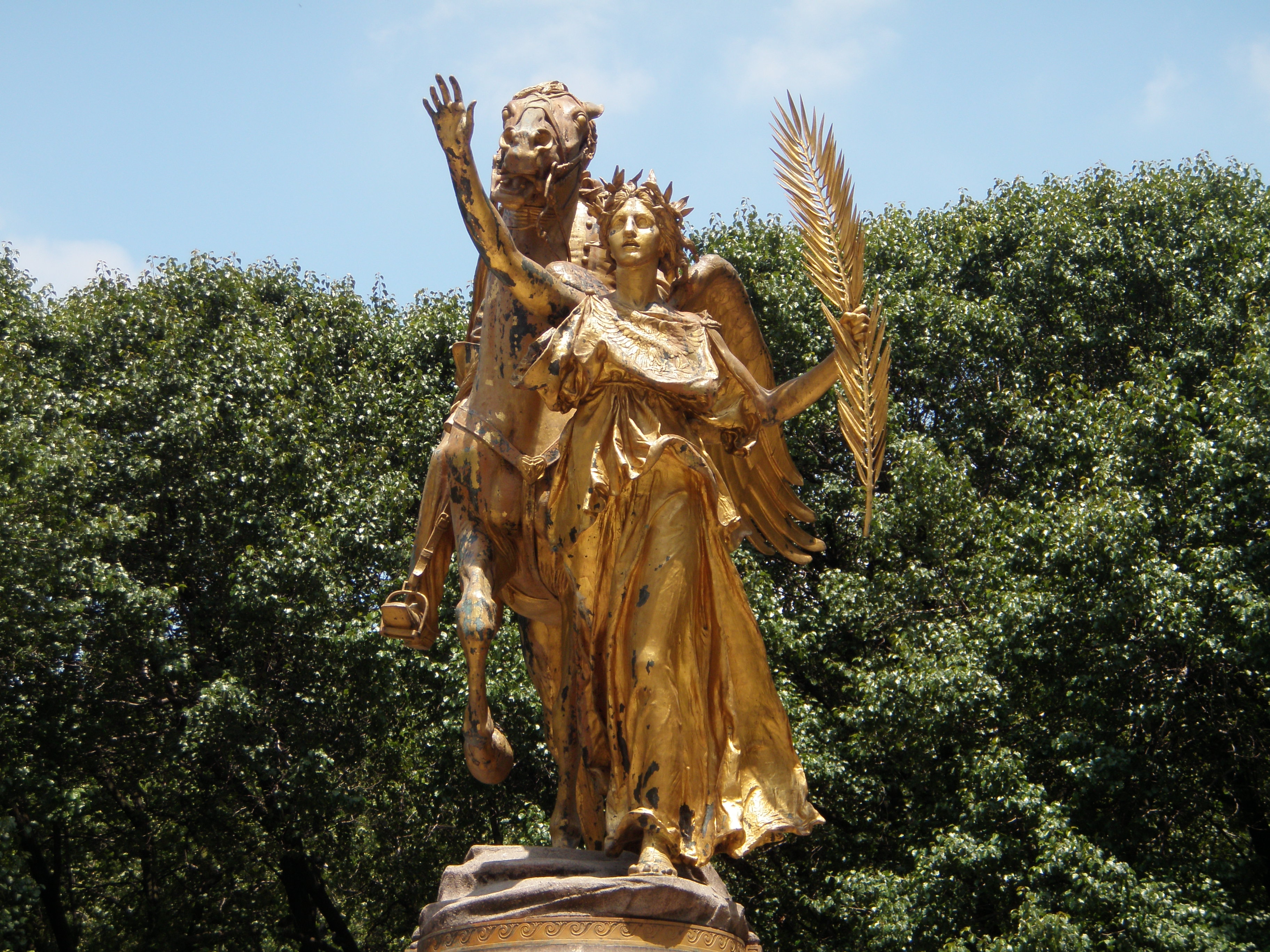
استخدم تمثال النصر الذي صممه سانت جودنز عام 1902 وهو جزء من نصب شيرمان التذكاري في مدينة نيويورك لتصميم رمز الحرية على وجه النسر المزدوج

أنتجت مجموعة ثانية من القوالب مع تقليل النقش البارز إلى حد ما، ولكن لا يزال النقش البارز بارزاً للغاية بالنسبة للسك العملي مما يتطلب ثلاث ضربات من المكبس لإظهار التصميم بالكامل. لقد أنتج سانت جودنز النماذج لهذه القوالب تحت فهم خاطئ بأن القطع الأولى قد ضربت على مكبس إنتاج وليس على مكبس الميداليات الوحيد التابع للدار، وبذلك فإن الأمر يتطلب إجراء تعديل طفيف فقط. عندما توفي سانت جودنز في 3 أغسطس 1907 كان هيرينج يعمل على النموذج الثالث. ولأنه لم يكن متأكدًا من مكان العثور على هيرينج أمر روزفلت وزير الخزانة الجديد جورج كورتيليو بتكليف دار سك العملة باستكمال التصميم ووضع العملة المعدنية في التداول بحلول 1 سبتمبر. استدعي باربر من إجازته في أوشن جروف بنيو جيرسي للامتثال لأمر الرئيس. كتب باربر إلى جون لانديس -مدير دار سك العملة في فيلادلفيا- في 14 أغسطس أن ما أراده روزفلت كان مستحيلاً؛ إذ لم يكن لديه قوالب ولا أي فكرة واضحة عن الكيفية التي خطط بها سانت جودينز لتقليص النقش البارز. وزعم كبير النقاشين في دار سك العملة أنه لا يستطيع اتخاذ أي إجراء فيما يتعلق بالنسر المزدوج. في 28 سبتمبر ظهر هيرينغ أخيرًا في دار سك العملة بمجموعة جديدة من النماذج والتي رفضها باربر بسرعة مرة أخرى. كتب باربر إلى بريستون: "بعد الفحص تبيّن أن نقش النماذج كان كبيرًا جدًا لدرجة أن إجراء تخفيضات عليها سيكون مضيعة للوقت إذ سيكون من المستحيل تمامًا سكّها عند صنع القوالب." وبدلاً من ذلك بدأ باربر العمل على نسخته الخاصة ذات النقش الأقل بروزاً من تصميم سانت جودنز.
في أغسطس 1907 رشح روزفلت فرانك ليتش المشرف على دار سك العملة في سان فرانسيسكو مديرًا للدار؛ وتولى منصبه في 1 نوفمبر عام 1907. في مذكراته يتذكر ليتش مقابلته الأولى مع روزفلت بشأن مسألة النسور المزدوجة:
قبل أن أتعرف على محيطي استدعاني الرئيس. في المقابلة التي تلت ذلك أخبرني بما يريده وما هي إخفاقاته وخيبات أمله، ثم نصحني بما يجب عليّ فعله لتحقيق الهدف المنشود من سك العملة الجديدة. في هذه المحادثة اقترح بعض تفاصيل العمل ذات الطابع الجذري لإرشادي وكان متأكدًا من أنه من الضروري اعتمادها قبل تحقيق النجاح. وقد ألقى كل هذا بأسلوبه القوي المعتاد مؤكداً على العديد من النقاط بناءً على الضرب على المكتب بقبضته.

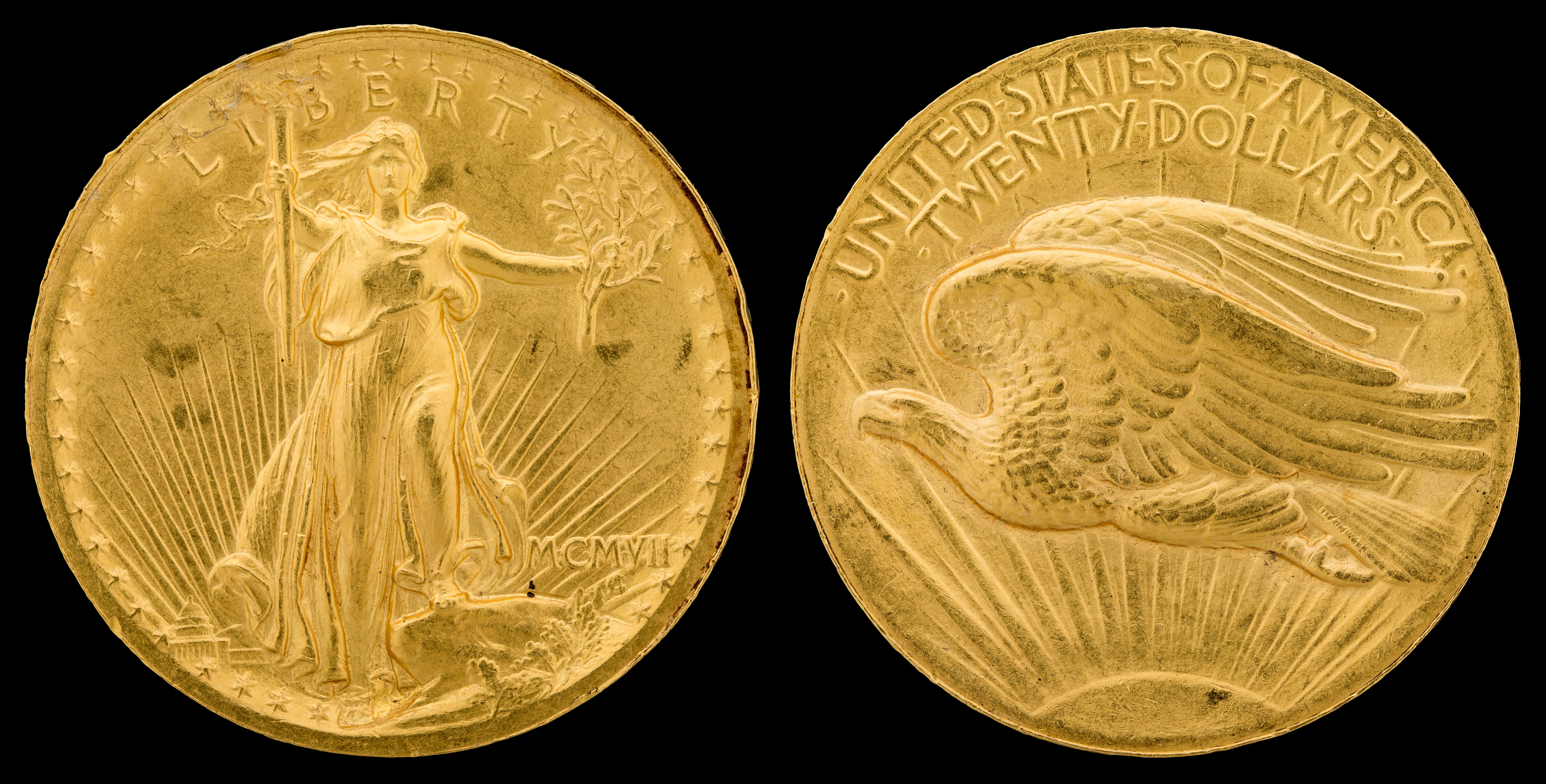
نسخة "النقش البارز" للنسر المزدوج من سانت جودنز عام 1907

في الثامن عشر من نوفمبر أصدر روزفلت الذي كان متعجلاً توجيهاته باستخدام المجموعة الثانية من القوالب لسك العملات، وأمر دار سك العملة مباشرةً: "بالبدء في إصدار جديد حتى لو استغرق الأمر منكم اليوم كله لسك قطعة واحدة!" وقد سكت أكثر من 12000 قطعة من هذه القطع "ذات النقوش البارزة" وطرحت للتداول في عامي 1907 و1908. كتب باربر عن القطع البارزة إلى لانديس: "بدأ السيد هارت العمل وأرسل لك قطعتين تُظهران النتيجة؛ لم تُختارا لأن جميع العملات المعدنية المصنوعة الآن هي نفسها هاتين القطعتين، مما يُقلقني لأنها مصنوعة بإتقان لدرجة أنني أخشى أن يُطالب الرئيس باستمرار بهذه العملة." أكمل باربر العمل على نسخته من التصميم بنقش بارز منخفض للغاية ودخلت العملة الجديدة حيز الإنتاج على نطاق واسع. المجموع 361,667 أنتجت عملات معدنية ذات تصميم منقح بواسطة دار سك العملة في عام 1907؛ وطرحت العملات المعدنية ذات "النقش المنخفض" للتداول في نهاية ديسمبر 1907 وقد تعرضت تعديلات باربر لانتقادات شديدة من جانب عائلة النحات ومن جانب هيرينج. ومن بين التعديلات الأخرى قام باربر بتغيير الرقم الروماني أم سي أم فيII للتاريخ إلى الرقم العربي "1907". ومع التعديلات وفقًا لـ آر إس ييومان في كتابه "دليل عملات الولايات المتحدة" فإن الكثيرين يعتبرون عملة سانت جودانز المزدوجة أجمل العملات المعدنية الأمريكية.
في كتابه الذي يناقش إعادة تصميم العملات المعدنية الأمريكية بين عامي 1905 و1908 يلقي بورديت اللوم على جميع الأطراف بسبب التأخير في إصدار العملة الجديدة:
لا بد أن تقع مسؤولية معظم التأخير في إنتاج العملات الجديدة على عاتق استوديو سانت جودانز لفشله في تسليم النماذج في الوقت المناسب. لقد فشلت الدار في مسؤوليتها المتمثلة في توصيل القيود والمتطلبات الفنية للعملات المعدنية على نطاق واسع إلى الرئيس والفنان بشكل واضح. وعلى نحو مماثل يتعين على الرئيس روزفلت أن يتحمل المسؤولية عن الخلط المستمر بين المشروع والتواصل المتضارب أو غير الكامل مع الفنان ومكتب سك العملة.
ومع الصعوبات التي واجهها التصميم كان روزفلت سعيدًا جدًا بالنسر المزدوج الجديد. يتذكر مدير دار سك العملة ليتش أنه عندما "وضعتُ على مكتبه نموذجًا من النسور المزدوجة الجميلة من تصميم سانت جودانز كان في غاية الحماس في تعبيره عن السرور والرضا. صدقته بالتأكيد عندما أعلن عن "سعادته". هنأني بحرارة على نجاحي وكان في غاية الثناء في تعليقاته." في يناير 1908 كتب الرئيس إلى صديقه،ويليام ستورجيس بيجلو:
يسعدني جدًا أنك تحب هذه العملة. سأواجه كل أنواع المتاعب بشأنها ولكنني أشعر أن ما تقوله صحيح: أي أنها أفضل عملة سكت منذ ألفي عام وبغض النظر عن مصيرها المؤقت فسوف تكون بمثابة نموذج لصانعي العملات في المستقبل وفي النهاية سيتغلب على الصعوبات المتعلقة بصنع مثل هذه العملات.

## الإنتاج

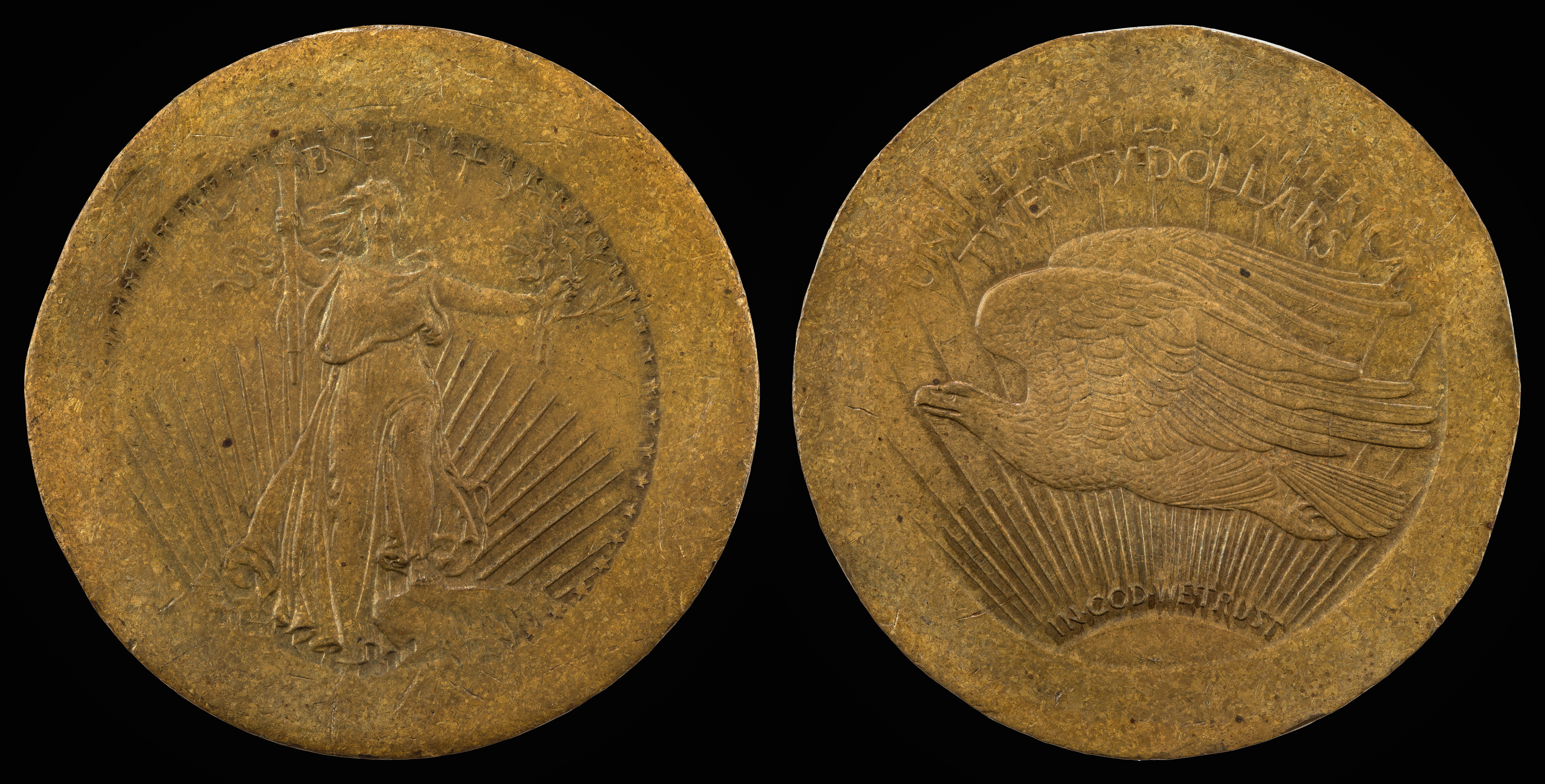
أجريت التجربة بينما كانت دار سك العملة تستعد لوضع عبارة "نحن نثق في الله" على العملات المعدنية

طلب روزفلت على وجه التحديد من سانت جودنز عدم وضع عبارة "نحن نثق في الله" على العملة الجديدة معتقدًا أن وجود الشعار على العملات المعدنية كان بمثابة إهانة لاسم الله حيث قد تنفق العملات المعدنية في أنشطة إجرامية أخرى. وكان سانت جودنز على استعداد تام لحذف الشعار لأنه شعر أن الكلمات تقلل من أهمية عناصر التصميم. كان هناك احتجاج شعبي بسبب حذف الشعار ووصف برين الكونجرس بأنه "غاضب وحانِق" وأمر بإظهار الشعار. قام باربر بتعديل العملة المعدنية لتشمل الشعار واستغل الفرصة لإجراء العديد من التغييرات الطفيفة على التصميم والتي وفقًا لبرين لا تعمل على تحسين العملة المعدنية. في عام 1912 تمت إضافة نجمتين إضافيتين إلى الوجه الأمامي للإشارة إلى انضمام نيو مكسيكو وأريزونا إلى الاتحاد. لم تعدل النجوم الموجودة في موضعها؛ بل وضعت النجمتين الجديدتين على النتوء في أسفل اليمين.
كان التباين الرئيسي الوحيد للسلسلة قد حدث في عام 1909 وهو تاريخ متأخر حيث يظهر الرقم 8 أسفل التسعة الأخيرة في التاريخ. من المرجح أن يكون هذا قد حدث عندما ضرب قالب يعود تاريخه إلى عام 1908 بواسطة محور مؤرخ بعام 1909 مما أدى إلى إنشاء التاريخ الزائد. ربما يظهر نصف الـ 161,282 نسرًا مزدوجًا التي ضربت في فيلادلفيا في ذلك العام التاريخ الزائد.
في عام 1916 توقف سك العملات الذهبية المزدوجة حيث ارتفعت أسعار السبائك بسبب الحرب العالمية الأولى مما تسبب أيضًا في تدفق العملات الذهبية الأمريكية من أوروبا. ورفض حاملو العملات الذهبية مثل البنوك صرفها بالقيمة الاسمية فاختفت من التداول. في أعقاب الحرب تم استعادة الطلب الدولي على العملة المعدنية؛ حيث أصبح العديد من الأوروبيين لا يثقون في عملاتهم المحلية ويرغبون في الاحتفاظ بالنسور المزدوجة. فسكت العملة المعدنية بأعداد كبيرة بمجرد استئناف سك العملة في عام 1920 ولكنها أصبحت الآن عملة للتجارة الدولية حصريًا تقريبًا، أو كانت البنوك تحتفظ بها كدعم لشهادات الذهب. نادرًا ما قاموا بتداول العملة نفسها في الولايات المتحدة. لم يتوقف سك العملات المعدنية من فئة النسر المزدوج مع بداية الكساد الاقتصادي في عام 1929 ولكن معظم هذه العملات كانت محفوظة في خزائن الخزانة، ولم يفرج إلا عن القليل منها. تنبع العديد من الندرات العظيمة في سلسلة ساينت جودان من سنواتها الأخيرة. مع سك ما يقرب من 1.8 من بين ملايين القطع من النسر المزدوج لعام 1929 يُقدر أن أقل من 2000 قطعة موجودة اليوم وقد قامت الحكومة بإذابة كل الباقي في أواخر ثلاثينيات القرن العشرين.

## نهاية السلسلة النسر المزدوج لعام 1933

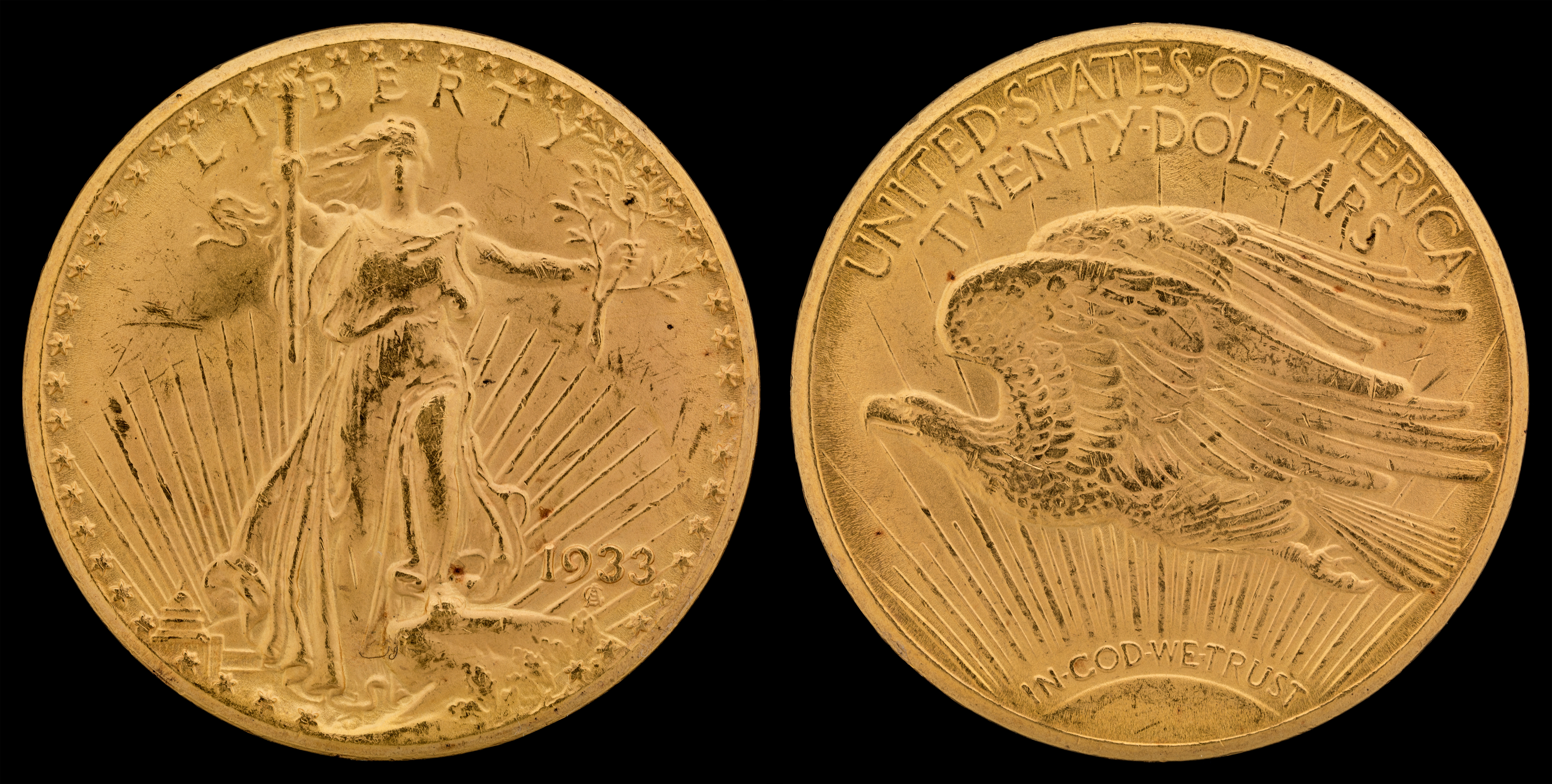
1933 نسر مزدوج
(عينة سميثسونيان)

وفقًا للمؤرخ العملاتي روجر بيرديت، تم ضرب أول نسور مزدوجة عام 1933 في 2 مارس 1933.  في March 15 1933، 25000 تم تسليم النسور المزدوجة الجديدة إلى أمين صندوق دار سك العملة هاري باول، وبناءً على العادة القديمة في دار سك العملة، كانت متاحة للدفع. ولكن في March 6 ، أمر الرئيس فرانكلين روزفلت ، الذي تولى منصبه حديثاً، وزارة الخزانة بعدم دفع أي ذهب، وأمر البنوك التي تحتفظ بالذهب بتحويله إلى بنك الاحتياطي الفيدرالي . كان يُسمح لخبراء العملات وتجار العملات بامتلاك العملات الذهبية والتعامل فيها؛ وكان جميع الآخرين بحاجة إلى ترخيص خاص. استمر إصدار عملة النسر المزدوج حتى مايو. في December 28 1933، أمر القائم بأعمال وزير الخزانة هنري مورغنثاو الأمريكيين بتسليم جميع العملات الذهبية وشهادات الذهب، مع استثناءات محدودة، مع استلام النقود الورقية كدفعة.  وقد قامت وزارة الخزانة بصهر ملايين العملات الذهبية في السنوات التالية. تم إرسال اثنين من النسور المزدوجة من عام 1933 بواسطة دار سك العملة إلى مؤسسة سميثسونيان لجمع العملات الوطنية، حيث لا تزال محفوظة حتى اليوم. 
يقترح تاجر العملات البارز والكاتب في علم العملات ديفيد باورز أنه مع الحظر المفروض على صرف الذهب، كان من الممكن الحصول على عينات من النسر المزدوج لعام 1933 بشكل قانوني من أمين صندوق دار سك العملة باول في مقابل الحصول على نسور مزدوجة سابقة. ويشير باورز أيضًا إلى أن وزير الخزانة ويليام وودين كان عالمًا في علم العملات وكان قد كتب كتبًا حول هذا الموضوع بالإضافة إلى جمع العملات المعدنية. تذكر التاجر ويليام ناجي لاحقًا زيارته للسكرتير وودين وعرض عليه خمسة نسور مزدوجة من عام 1933 حيث ذكر السكرتير أنه يمتلك المزيد منها.
بحلول أوائل الأربعينيات من القرن العشرين كان من المعروف وجود ما بين ثمانية وعشرة عينات؛ وقد بيعت اثنتان منها بواسطة تاجر تكساس بي ماكس ميل. في عام 1944 سأل أحد الصحفيين دار سك العملة عن النسور المزدوجة لعام 1933. ولم يتمكن مسؤولو دار سك العملة من العثور على أي سجل لإصدار هذه العملات وقرروا أن تلك الموجودة في أيدي القطاع الخاص ربما قاموا بالحصول عليها بطريقة غير قانونية. وعلى مدى السنوات القليلة التالية صادرت الخدمة السرية عددًا من العينات ثم قامت بإذابتها لاحقًا. ومع ذلك فقد وصلت قطعة واحدة إلى يد الملك فاروق ملك مصر الذي حصل على ترخيص تصدير العملة إلى الولايات المتحدة. ليس من الواضح ما حدث لعينة فاروق بعد وفاته ولكن العملة المعدنية ظهرت مرة أخرى في أواخر التسعينيات. وعندما أحضرت إلى نيويورك للبيع لمشترٍ محتمل صادرتها السلطات الأمريكية. بعد التقاضي قاموا بالتوصل إلى حل وسط يسمح ببيع العملة في مزاد علني مع تقسيم العائدات بالتساوي بين الحكومة والمالكين من القطاع الخاص. في عام 2002 بيعت هذه العملة في مزاد علني بواسطة دار سوثبي مقابل 7,590,020 دولارًا. شمل سعر الشراء 20 دولارًا تم دفعها للحكومة الفيدرالية لتحويل العملة إلى نقود وهي عملة ادعت الحكومة أنها لم تُصدر رسميًا قط. بيعت مرة أخرى في عام 2021 مقابل 18.9 مليون دولار.
في عام 2004، 10 قدمت عينات من النسر المزدوج لعام 1933 إلى دار سك العملة للمصادقة عليها من قبل ورثة صائغ من فيلادلفيا ربما شارك في الحصول عليها من دار سك العملة في عام 1933. وقد قامت دار السك بمصادقتها ورفضت إعادتها. وفي عام 2006 رفع الورثة دعوى قضائية ضد الحكومة وأمر قاضٍ فيدرالي الحكومة برفع دعوى مصادرة بشأن القطع النقدية. وقد رفعت الحكومة مثل هذه الدعوى في عام 2009؛ وتمت محاكمتها في المحكمة الجزئية الأمريكية للمنطقة الشرقية من ولاية بنسلفانيا بدءًا من 7 يوليو/تموز 2011. في 21 يوليو 2011 قررت هيئة المحلفين أن الحكومة الفيدرالية استولت على العملات المعدنية بشكل صحيح. وقد أكد القاضي ليجروم دي. ديفيس حكم هيئة المحلفين في 29 أغسطس/آب 2012. في 17 أبريل 2015 قضت لجنة من محكمة الاستئناف الأمريكية للدائرة الثالثة بأن الحكومة فشلت في رفع دعوى المصادرة في الوقت المناسب وأن الورثة كانوا يستحقون العملات المعدنية. وقد ألغت المحكمة بكامل هيئتها هذا الحكم في 28 يوليو/تموز 2015 وحدد موعد لإجراء مزيد من المرافعات في القضية. في الأول من أغسطس/آب 2016 أصدرت الدائرة الثالثة حكمها الكامل لصالح الحكومة مؤيدة حكم هيئة المحلفين. وفي الرابع من نوفمبر/تشرين الثاني من ذلك العام تقدم الورثة بطلب إلى المحكمة العليا لإعادة النظر في القضية والتي رفضت النظر فيها في الحادي والعشرين من أبريل/نيسان 2017 منهية بذلك القضية.

## إعادة استخدام التصميم

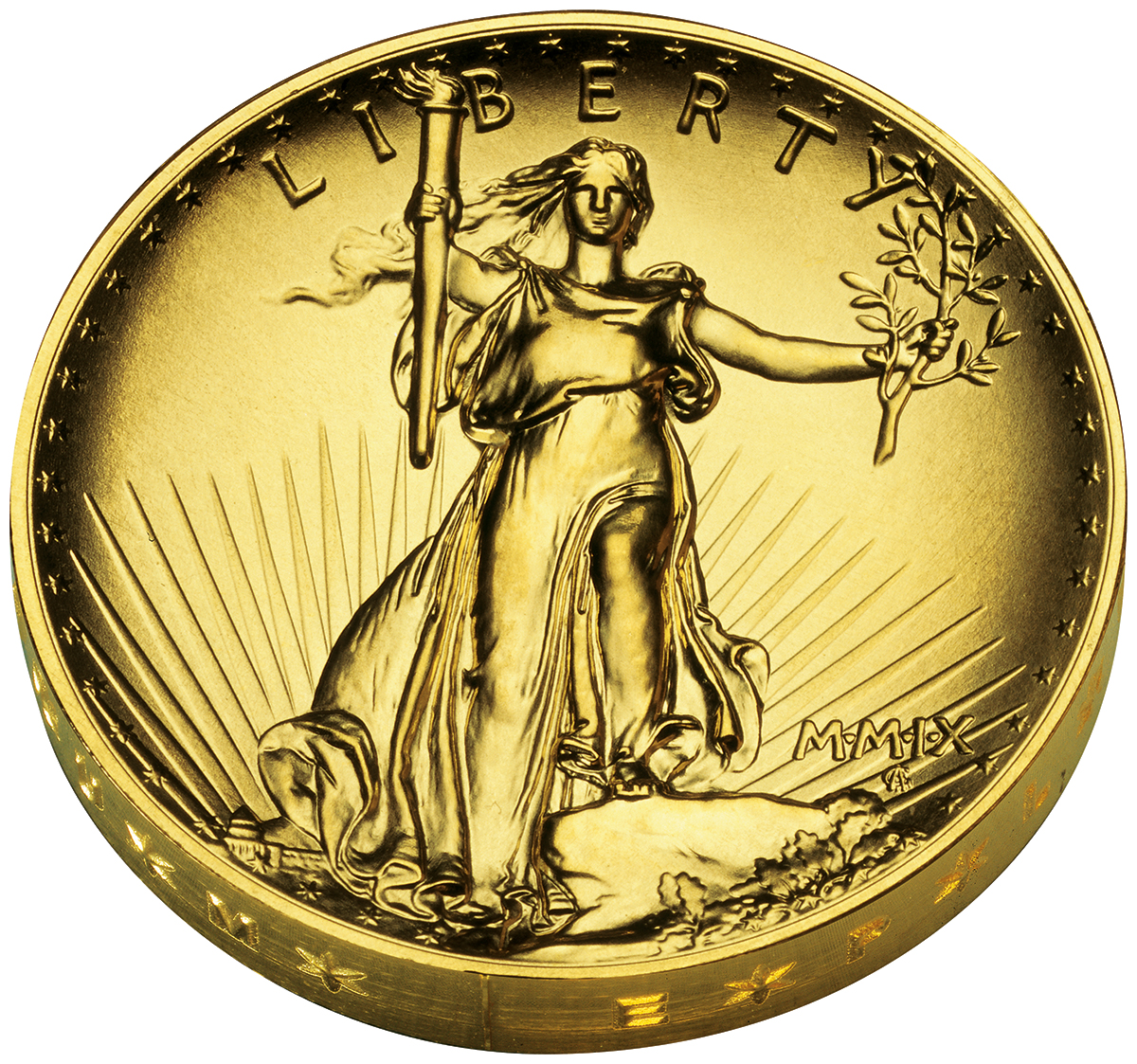
إعادة إصدار تصميم ساينت جودانز ذو القطر المخفض في عام 2009

وقد ظهر الوجه الآخر على العملات الذهبية الأمريكية الصادرة منذ عام 1986. وقاموا بإعادة استخدام التصميم الأصلي لسانت جودنز مع إضافة نجمتين بجوار النجمتين اللتين أضافهما باربر في عام 1912 للاعتراف بانضمام ألاسكا وهاواي إلى الاتحاد. لم يستخدم الوجه الخلفي لعملة سانت جودنز مما أفسح المجال لتصوير النحات مايلي بوسيك لعائلة من النسور.
في عام 1907 قامت دار سك العملة بتجربة سك حوالي عشرين قطعة من نفس وزن النسر المزدوج تحمل تصميم سانت جودنز ولكنها كانت ذات قطعة أصغر وأكثر سمكًا. دُمرت هذه القطع "المربعة" (باستثناء قطعتين قاموا بوضعهما في مجموعة العملات المعدنية في دار سك العملة) عندما اكتشف أن موافقة الكونجرس كانت ضرورية لتغيير قطر أي عملة.
في عام 2009 قامت دار سك العملة بضرب قطعة مماثلة من الذهب عيار 999 باستخدام تصميم سانت جودنز الأصلي البارز للغاية لكلا جانبي العملة وذلك مع تعديله إلى وجه مكون من 50 نجمة. وتحتوي هذه القطع على أونصة واحدة من الذهب أي أكثر قليلاً من النسر المزدوج الأصلي.

## ضرب العملة والندرة

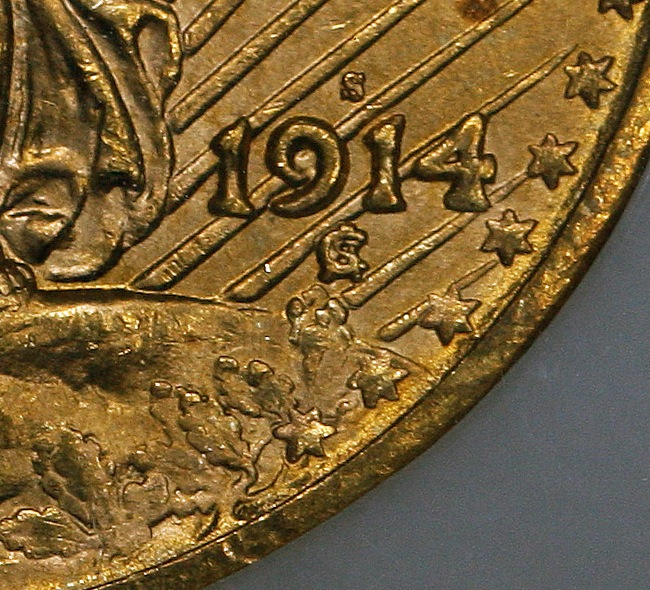
تفاصيل من عملة النسر المزدوج 1914-أس تظهر علامة دار السك أعلى التاريخ وشعار سانت جودانز أسفلها والنجمتين المضافتين إلى التصميم في عام 1912.

تظهر علامة السك أعلى التاريخ بين الرقمين الثاني والثالث.
- فارغة (دار سك النقود في فيلادلفيا ببنسلفانيا)
- دي (دار سك العملة في دنفر بكولورادو)
- أس (دار سك العملة في سان فرانسيسكو بكاليفورنيا)

| السنة                | علامة النقود  | الأدلة  | إضرابات الدورة |
| -------------------- | ------------- | ------- | -------------- |
| 1907 نقش بارز للغاية |               | -إست 22 |                |
| نقش بارز عام 1907    |               |         | 12,367         |
| نقش منخفض 1907       |               |         | 361,667        |
| 1908 لا شعار         |               |         | 4,271,551      |
| 1908 لا شعار         | دي            |         | 663,750        |
| 1908 مع شعار         |               | 101     | 156,258        |
| 1908 مع شعار         | دي            |         | 349,500        |
| 1908 مع شعار         | (أس)          |         | 22,000         |
| 1909 (يشمل 1909/8)   |               | 67      | 161,282        |
| 1909                 | دي            |         | 52,500         |
| 1909                 | (أس)          |         | 2,774,925      |
| 1910                 |               | 167     | 482,000        |
| 1910                 | دي            |         | 429,000        |
| 1910                 | (أس)          |         | 2,128,150      |
| 1911                 |               | 100     | 197,250        |
| 1911                 | دي            |         | 846,500        |
| 1911                 | (أس)          |         | 775,750        |
| 1912                 |               | 74      | 149,750        |
| 1913                 |               | 58      | 168,780        |
| 1913                 | دي            |         | 393,500        |
| 1913                 | (أس)          |         | 34,000         |
| 1914                 |               | 70      | 95,250         |
| 1914                 | دي            |         | 453,000        |
| 1914                 | (أس)          |         | 1,498,000      |
| 1915                 |               | 50      | 152,000        |
| 1915                 | (أس)          |         | 567,500        |
| 1916                 | أس            |         | 796,000        |
| 1920                 |               |         | 228,250        |
| 1920                 | (أس)          |         | 558,000        |
| 1921                 |               |         | 528,500        |
| 1922                 |               |         | 1,375,500      |
| 1922                 | (أس)          |         | 2,658,000      |
| 1923                 |               |         | 566,000        |
| 1923                 | دي            |         | 1,702,250      |
| 1924                 |               |         | 4,323,500      |
| 1924                 | دي            |         | 3,049,500      |
| 1924                 | أس            |         | 2,927,500      |
| 1925                 |               |         | 2,831,750      |
| 1925                 | دي            |         | 2,938,500      |
| 1925                 | أس            |         | 3,776,500      |
| 1926                 |               |         | 816,750        |
| 1926                 | دي            |         | 481,000        |
| 1926                 | (أس)          |         | 2,041,500      |
| 1927                 |               |         | 2,946,750      |
| 1927                 | دي            |         | 180,000        |
| 1927                 | (أس)          |         | 3,107,000      |
| 1928                 |               |         | 8,816,000      |
| 1929                 |               |         | 1,779,750      |
| 1930                 | أس            |         | 74,000         |
| 1931                 |               |         | 2,938,250      |
| 1931                 | دي            |         | 106,500        |
| 1932                 |               |         | 1,101,750      |
| 1933                 |               |         | 445,500        |
| 2009 نقش بارز للغاية | راجع الملاحظة |         | 115,178        |

ملاحظة: سكت العملة المعدنية ذات النقش العالي للغاية لعام 2009 في دار سك العملة ويست بوينت ولكن لا يوجد عليها علامة دار سك العملة.
في كثير من الحالات لا تعد عمليات السك مؤشراً حقيقياً على الندرة النسبية. صهرت العملات المعدنية المتبقية في خزائن البنوك في الولايات المتحدة بعد عام 1933، أما العملات المعدنية الموجودة في خزائن البنوك في الخارج فلم يقوموا بصهرها. أرجعت ملايين النسور المزدوجة -من تصميم ليبرتي هد وسانت جودانز- لأغراض علم العملات والاستثمار بمجرد أن أصبح القيام بذلك قانونيًا. على سبيل المثال كان يُعتقد في السابق أن عملة النسر المزدوج من سانت جودنز الصادرة عام 1924 نادرة مع أنه سُكت 4,323,500 قطعة منها فقط، وعندما عرضت دار سك العملة قائمة بالعملات المعدنية المتاحة بالقيمة الاسمية بالإضافة إلى رسوم البريد في عام 1932 لم تكن عملة عام 1924 مدرجة في تلك القائمة. قاموا بالعثور على كميات كبيرة من عملات النسر المزدوجة الصادرة عام 1924 في خزائن البنوك الأوروبية، واليوم تعد عملة عام 1924 واحدة من أكثر العملات شيوعًا في السلسلة. ومن ناحية أخرى قاموا بسك 3,776,500 عملة معدنية من فئة 1925-أس، ولكن أصدروا أو صدروا عدد قليل منها، بحيث بقيت في خزائن الوزارة وخزانة البنوك - ولكنها كانت متاحة من الخزانة بالقيمة الاسمية في عام 1932. حيث من المعروف أن أقل من ألف نسخة قد نجت، واحدة منها في حالة شبه مثالية (مصنفة أم أس -67) بيعت في عام 2005 مقابل 287500 دولار.

## الفهرس
- Bowers، Q. David (2004). A Guide Book of Double Eagle Gold Coins. Atlanta, Ga.: Whitman Publishing. ISBN:978-0-7948-1784-8.
- Breen، Walter (1988). Walter Breen's Complete Encyclopedia of U.S. and Colonial Coins. New York, N.Y.: Doubleday. ISBN:978-0-385-14207-6.
- Burdette، Roger W. (2006). Renaissance of American Coinage, 1905–1908. Great Falls, Va.: Seneca Mill Press. ISBN:978-0-9768986-1-0.
- Garrett، Jeff؛ Guth، Ron (2008). Encyclopedia of U.S. Gold Coins, 1795–1933 (ط. second). Atlanta, Ga.: Whitman Publishing. ISBN:978-0-7948-2254-5.
- Halperin، James L؛ Van Winkle، Mark؛ Amato، Jon؛ Rohan، Gregory J. (2006). The Coinage of Augustus Saint-Gaudens. Dallas, Tex.: Ivy Press. ISBN:978-1-59967-058-4. مؤرشف من الأصل في 2023-11-18.
- Lange، David W. (2006). History of the United States Mint and its Coinage. Atlanta, Ga.: Whitman Publishing. ISBN:978-0-7948-1972-9.
- Leach، Frank (1917). Recollections of a Newspaperman. San Francisco, CA: S. Levinson.
- Roach، Steve (4 أبريل 2011). "Parties lay out strategy in 1933 $20 case". Coin World. Amos Press.
- Taxay، Don (1983). The U.S. Mint and Coinage (ط. reprint of 1966). New York, N.Y.: Sanford J. Durst Numismatic Publications. ISBN:978-0-915262-68-7.
- Yeoman، R.S. (2013). دليل العملات المعدنية الأمريكية (The Official Red Book) (ط. 67th). Atlanta, Ga.: Whitman Publishing. ISBN:978-0-7948-4180-5.

 مصادر أخرى
- ديل، ماريكلير (21 يوليو 2011). "هيئة المحلفين: الحكومة الأميركية استولت بحق على عملات ذهبية تعود لعام 1933". ياهو! أخبار. AP. مؤرشف من الأصل في 2011-12-13. اطلع عليه بتاريخ 2012-01-24.
- جيلكس، باول (27 فبراير 2012). "معرض سميثسونيان 1933 بقيمة 20 دولارًا يبدأ جولة أوروبية". عالم العملات. مؤرشف من الأصل في 2012-11-25. اطلع عليه بتاريخ 2012-02-16.
- روش، ستيف (24 سبتمبر 2012). "القاضي يؤكد قرار هيئة المحلفين في قضية عام 1933". كُويْن وورلد. ص. 1.
- روش، ستيف (17 أبريل 2015). "حكمت المحكمة لصالح عائلة لانجبورد في قضية النسر المزدوج عام 1933". Coin World. مؤرشف من الأصل في 2015-06-15.
- لروش، ستيف (31 يوليو 2015). "تستمر قضية النسر الذهبي المزدوج لعام 1933 بعد أن ألغت المحكمة حكمًا سابقًا". Coin World. مؤرشف من الأصل في 2015-08-04.
- Roach، Steve (2 أغسطس 2015). "عائلة لانجبورد تخسر استئنافًا لاستعادة ملكية النسور المزدوجة لعام 1933". Coin World. مؤرشف من الأصل في 2024-08-11.
- Roach، Steve (11 نوفمبر 2016). "عائلة لانجبورد تتقدم بطلب إلى المحكمة العليا الأمريكية لإعادة النسور المزدوجة لعام 1933". Coin World. ص. 1. مؤرشف من الأصل في 2024-03-31.
- Gibbs، William T. (21 أبريل 2017). "رفضت المحكمة العليا النظر في القضية المتعلقة بـ 10 نسور مزدوجة من عام 1933". Coin World. مؤرشف من الأصل في 2024-03-31.

## روابط خارجية
- مقالة موسوعة عملات NGC عن نسور سانت جودنز المزدوجة
- دليل أسعار PCGS لـ Saint-Gaudens Double Eagles
- أوغسطس سانت جودنز، النحات الرئيسي ، كتالوج المعرض متاح بالكامل على الإنترنت بصيغة PDF من متحف متروبوليتان للفنون، والذي يحتوي على مواد عن النسر المزدوج لسانت جودنز